# Milanski kriteriji
Milanski kriteriji so v transplantacijski medicini skupek meril, ki se uporablja pri bolnikih s cirozo jeter in jetrnoceličnim rakom za oceno izzidov presaditve jeter. Kriteriji temeljijo na študiji iz italijanskega mesta Milano iz leta 1996, v kateri so pokazali, da lahko uporaba strogih kriterijev pri odločanju o presaditvi jeter pri bolnikih z jetrnoceličnim rakom in jetrno cirozo vodi v daljše skupno preživetje in preživetje brez napredovanja bolezni, opazovano 4 leta po presaditvi jeter.
Milanski kriteriji zajemajo naslednje:
- ena lezija v velikosti največ 5 cm ali največ tri lezije v velikosti največ 3 cm
- brez zunajjetrnih manifestacij
- brez vaskularne invazije